# Pouteria
Pouteria és un gènere de plantes amb flors dins la família Sapotàcia. Aquest gènere està distribuït per les regions tropicals del món. Inclou el canistel (P. campechiana), el sapote de Mamey (Pouteria sapota) i el Lucuma (P. lucuma).
Pouteria està emparentat amb el gènere Manilkara

## Usos
Moltes espècies, com Pouteria maclayana tenen fruits comestibles i algunes es comercialitzen enllaunades.
Les espècies de Pouteria tenen una fusta dura, pesant i resistent que particcularment es fan servire en la construcció d'estructures navals.
moltes espècies de Pouteria estan amenaçades.

## Sistemàtica i taxonomia
Pouteria és un tàxon calaix de sastre i la seva mida contínuament augmenta o disminueix. El gènere segregat Labatia, descrit per Olof Swartz el 1788, va rebre el nom del botànic francès Jean-Baptiste Labat, i va ser mantingut com entitat separada fins a la dècada de 1930 quan finalment es va fer sinònim de Pouteria. Altres gèneres separats van ser establerts per Henri Ernest Baillon i Jean Baptiste Louis Pierre.

### Algunes espècies
- Pouteria adolfi-friedericii
- Pouteria altissima
- Pouteria amapaensis
- Pouteria amygdalina
- Pouteria andarahiensis
- Pouteria anteridata
- Pouteria arcuata
- Pouteria areolatifolia
- Pouteria arguacoensium
- Pouteria aristata
- Pouteria arnhemica(F.Muell. ex Benth.) Baehni
- Pouteria atabapoensis
- Pouteria austin-smithii
- Pouteria australis (R.Br.) Baehni
- Pouteria bapeba
- Pouteria beaurepairei
- Pouteria belizensis
- Pouteria benai
- Pouteria bonneriana
- Pouteria bracteata
- Pouteria brevensis
- Pouteria brevipedicellata
- Pouteria brevipetiolata
- Pouteria briocheoides
- Pouteria brownlessiana (F.Muell.) Baehni
- Pouteria buenaventurensis
- Pouteria bullata
- Pouteria butyrocarpa
- Pouteria caimito – Abiu, abiurana ferro
- Pouteria calistophylla
- Pouteria campechiana – Canistel, Sapote groc, coztic-zapote, cây trứng gà o lekima
- Pouteria canaimaensis
- Pouteria capacifolia
- Pouteria cayennensis
- Pouteria chartacea (F.Muell. ex Benth.) Baehni
- Pouteria chiricana
- Pouteria chocoensis
- Pouteria cicatricata
- Pouteria cinnamomea
- Pouteria coelomatica
- Pouteria collina
- Pouteria congestifolia
- Pouteria contermina
- Pouteria costata – Tawāpou, Bastard Ironwood
- Pouteria crassiflora
- Pouteria cubensis
- Pouteria cuspidata (A.DC.) Baehni
- Pouteria danikeri
- Pouteria decussata
- Pouteria eerwah (F.M.Bailey) Baehni – Shiny-leaved Condoo, Black Plum, "wild apple" (Austràlia)
- Pouteria espinae
- Pouteria euryphylla
- Pouteria euphlebia (F.Muell.) Baehni
- Pouteria exstaminodia
- Pouteria filiformis
- Pouteria fossicola
- Pouteria foveolata
- Pouteria franciscana
- Pouteria fulva
- Pouteria furcata
- Pouteria gabrielensis
- Pouteria gigantea
- Pouteria glauca
- Pouteria gracilis
- Pouteria grandiflora
- Pouteria guianensis Aubl.
- Pouteria hotteana
- Pouteria howeana (F.Muell.) Baehni
- Pouteria izabalensis
- Pouteria juruana
- Pouteria kaalaensis
- Pouteria kaieteurensis
- Pouteria krukovii
- Pouteria latianthera
- Pouteria leptopedicellata
- Pouteria longifolia
- Pouteria lucens
- Pouteria lucuma – Lúcuma, Lucumo
- Pouteria macahensis
- Pouteria maclayana (F.Muell.) Baehni
- Pouteria macrocarpa
- Pouteria maguirei
- Pouteria malaccensis (C.B.Clarke) Baehni
- Pouteria melanopoda
- Pouteria micrantha
- Pouteria microstrigosa
- Pouteria minima
- Pouteria moaensis
- Pouteria multiflora –, "bully tree"
- Pouteria myrsinoides (F.Muell.) Jessup
- Pouteria myrsinodendron (F.Muell.) Jessup
- Pouteria nemorosa
- Pouteria nudipetala
- Pouteria obovata (R.Br.) Baehni
- Pouteria oppositifolia
- Pouteria orinocoensis
- Pouteria oxypetala
- Pouteria pachycalyx
- Pouteria pachyphylla
- Pouteria pallens
- Pouteria pallida
- Pouteria peduncularis
- Pouteria penicillata
- Pouteria peruviensis
- Pouteria petiolata
- Pouteria pimichinensis
- Pouteria pinifolia
- Pouteria pisquiensis
- Pouteria platyphylla
- Pouteria pohlmaniana (F.Muell.) Baehni
- Pouteria polysepala
- Pouteria psammophila
- Pouteria pseudoracemosa
- Pouteria puberula
- Pouteria pubescens
- Pouteria putamen-ovi
- Pouteria retinervis
- Pouteria rhynchocarpa
- Pouteria ramiflora (Mart.) Radlk.
- Pouteria richardii (F.Muell.) Baehni
- Pouteria rigidopsis
- Pouteria rodriguesiana
- Pouteria rufotomentosa
- Pouteria sagotiana
- Pouteria sandwicensis (A.Gray) Baehni & O.Deg. – ʻĀlaʻa (Hawaiʻi)
- Pouteria sapota – Mamey Sapote, abricó
- Pouteria sclerocarpa
- Pouteria scrobiculata
- Pouteria semecarpifolia
- Pouteria sericea
- Pouteria sessilis
- Pouteria silvestris
- Pouteria sipapoensis
- Pouteria splendens
- Pouteria squamosa
- Pouteria stenophylla – Rio de Janeiro Pouteria extint
- Pouteria subsessilifolia
- Pouteria tarapotensis
- Pouteria tarumanensis
- Pouteria tenuisepala
- Pouteria torta (Mart.) Radlk.
- Pouteria trigonosperma
- Pouteria triplarifolia
- Pouteria vernicosa
- Pouteria villamilii
- Pouteria virescens
- Pouteria viridis (Pittier) Cronquist – Sapote verd
- Pouteria xerocarpa (F.Muell. ex Benth.) Baehni
- Pouteria xylocarpa

### Anteriorment dins el gènerePouteria
- Englerophytum magalismontanum (com P. magalismontana)
- Synsepalum dulcificum (fruit miracle, com P. dulcifica)

### Sinònims
El nombre de sinònims de Pouteria és enorme:
- Achradelpha O.F.Cook
- Albertisiella Pierre ex Aubrév.
- Aningeria Aubrév. & Pellegr.
- Barylucuma Ducke
- Beauvisagea Pierre
- Beccarimnia Pierre ex Koord.
- Blabea Baehni
- Blabeia Baehni
- Bureavella Pierre
- Calocarpum Pierre
- Calospermum Pierre
- Caramuri Aubrév. & Pellegr.
- Chaetocarpus Schreb. (non Thwaites: Chaetocarpus)
- Daphniluma Baill.
- Discoluma Baill.
- Dithecoluma Baill.
- Eglerodendron Aubrév. & Pellegr.
- Englerella Pierre
- Eremoluma Baill.
- Fontbrunea Pierre
- Franchetella Pierre
- Gayella Pierre
- Gomphiluma Baill.
- Guapeba Gomes
- Hormogyne A.DC.
- Ichthyophora Baehni
- Iteiluma Baill.
- Krausella H.J.Lam
- Krugella Pierre
- Labatia Sw.
- Leioluma Baill.
- Lucuma Molina
- Maesoluma Baill.
- Malacantha Pierre
- Microluma Baill.
- Myrsiniluma Baill.
- Myrtiluma Baill.
- Nemaluma Baill.
- Neolabatia Aubrév.
- Neoxythece Aubrév. & Pellegr.
- Ochroluma Baill.
- Oxythece Miq.
- Paralabatia Pierre
- Peteniodendron Lundell
- Peuceluma Baill.
- Piresodendron Aubrév. ex Le Thomas
- Pleioluma Baill.
- Podoluma Baill.
- Poissonella Pierre
- "Prozetia" Neck. (nom vàlid)
- Pseudocladia Pierre
- Pseudolabatia Aubrév. & Pellegr.
- Pseudoxythece Aubrév.
- Pyriluma (Baill.) Aubrév.
- Radlkoferella Pierre
- Richardella Pierre
- Sandwithiodoxa Aubrév. & Pellegr.
- Siderocarpus  ierre
- Syzygiopsis Ducke
- Urbanella Pierre
- Woikoia Baehni
- Wokoia Baehni

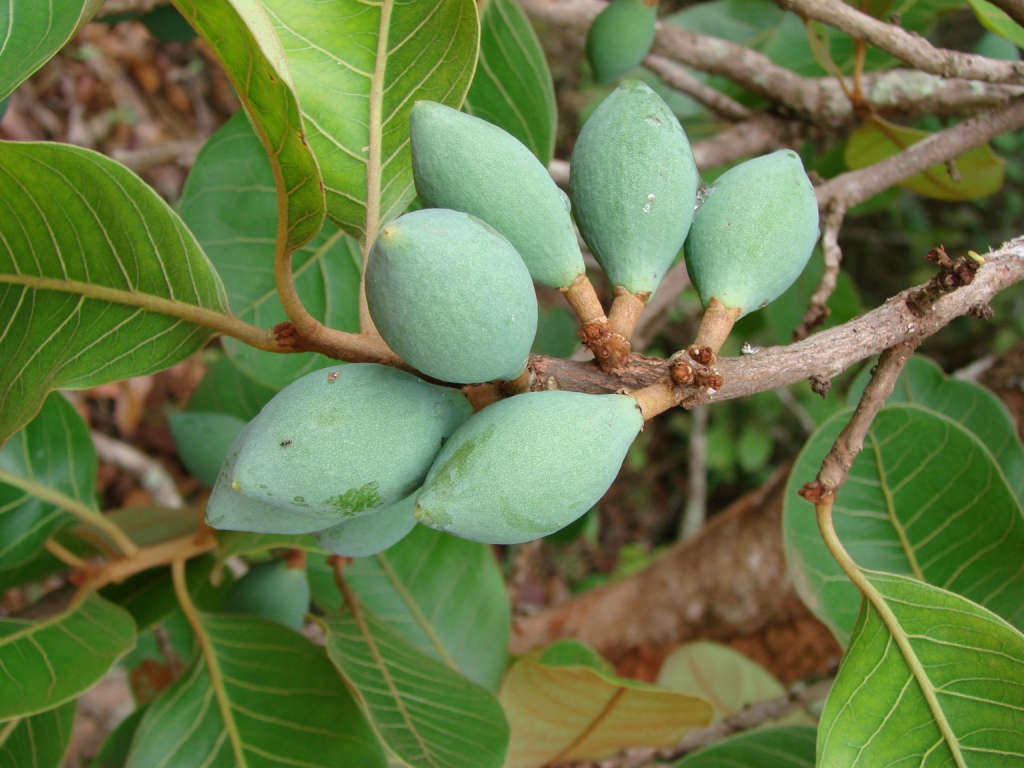
Fruits de P. ramiflora

A més els següents gèneres de vegades s'inclouen dins Pouteria també:
- "Beccariella" Pierre (non Cesati: Beccariella)
- Boerlagella Cogn.
- Planchonella Pierre
- Sersalisia R.Br.
- Van-royena Aubrév.